# Яремчук Василь

Василь Яремчук 1972 р.

Ансамбль пісні і танцю «Боян» 1990 р.

## [1]Яремчук Василь син Дмитра(справжня дата народження невідома, приблизно червень 1944 р., в паспорті 13.01. 1944 р. – 05.12. 2003 р.)[1]
Василь Яремчук народився в мальовничому селі Тюдів Косівського р-ну. Після закінчення Тюдівської семирічної школи (1958 р.), працював на будовах разом з батьком. 
Навчався на диригентсько-хоровому відділі Снятинського культурно-освітнього училища, яке успішно закінчив у 1966 р. Під час навчання (1964 р.) одружується з молодою викладачкою по класу фортепіано Вірою дочкою Теодора Комарницького. Продовжує навчання на музично-педагогічному ф-ті Івано-Франківського педагогічного ін-ту (1972 р.). 
Працював художнім керівником Коломийського міського будинку культури, вчителем співів ВШ №7, керівником хору Печеніжинського будинку культури, викладачем хорового диригування музичного відділу Коломийського педагогічного училища (1970-1992 рр.), художнім керівником ансамблю пісні і танцю «Коломийка» Коломийського профтехучилища № 10, керівником ансамблю пісні і танцю «Прикарпаття» з-ду «Коломиясільмаш» (1987-1989 рр.), керівником ансамблю пісні і танцю «Боян» (1989-1993 рр.), який користувався великою популярністю у шанувальників українського мистецтва як в Україні, так і закордоном, за те, що в період національного відродження одним з перших на Прикарпатті та в Україні увів до свого репертуару стрілецькі пісні, колядки і щедрівки, які вперше пролунали на відкритті Коломийського драматичного театру в грудні 1989 р. 
Хори й ансамблі під орудою Василя Яремчука здобували почесні звання самодіяльних, народних, ставали переможцями на районних та обласних оглядах художньої самодіяльності: хор Печеніжинського будинку культури став лауреатом республіканського фестивалю та отримав бронзову медаль (1972 р.), ансамбль пісні і танцю «Коломийка» переміг на міжнародному фольклорному фестивалі в Угорщині (1985 р.), стали лауреатами телетурніру «Сонячні кларнети» (1984 р.), гастролювали у Болгарії (1982 р.). За творчу працю Василя Яремчука нагородили медалями лауреата Всесоюзного фестивалю народної творчості (1985 та 1987 рр.) на ВДНГ СРСР (м. Москва, Росія), різного рівня урядовими грамотами.
У 1994-1996 рр. Василь Яремчук очолював відділ культури Коломийського міськвиконкому, з 1996 і до 2003 р. – директор Коломийської дитячої музичної школи № 2. Раптово помер 5 грудня 2003 р.
1. 1 2  Енциклопедія Коломийщини. Зшиток 14-й , літери Щ-Ю-Я / за ред. М. Васильчука, М. Савчука. — Коломия, 2002. — 64 с.